# EFE (agenzia di stampa)

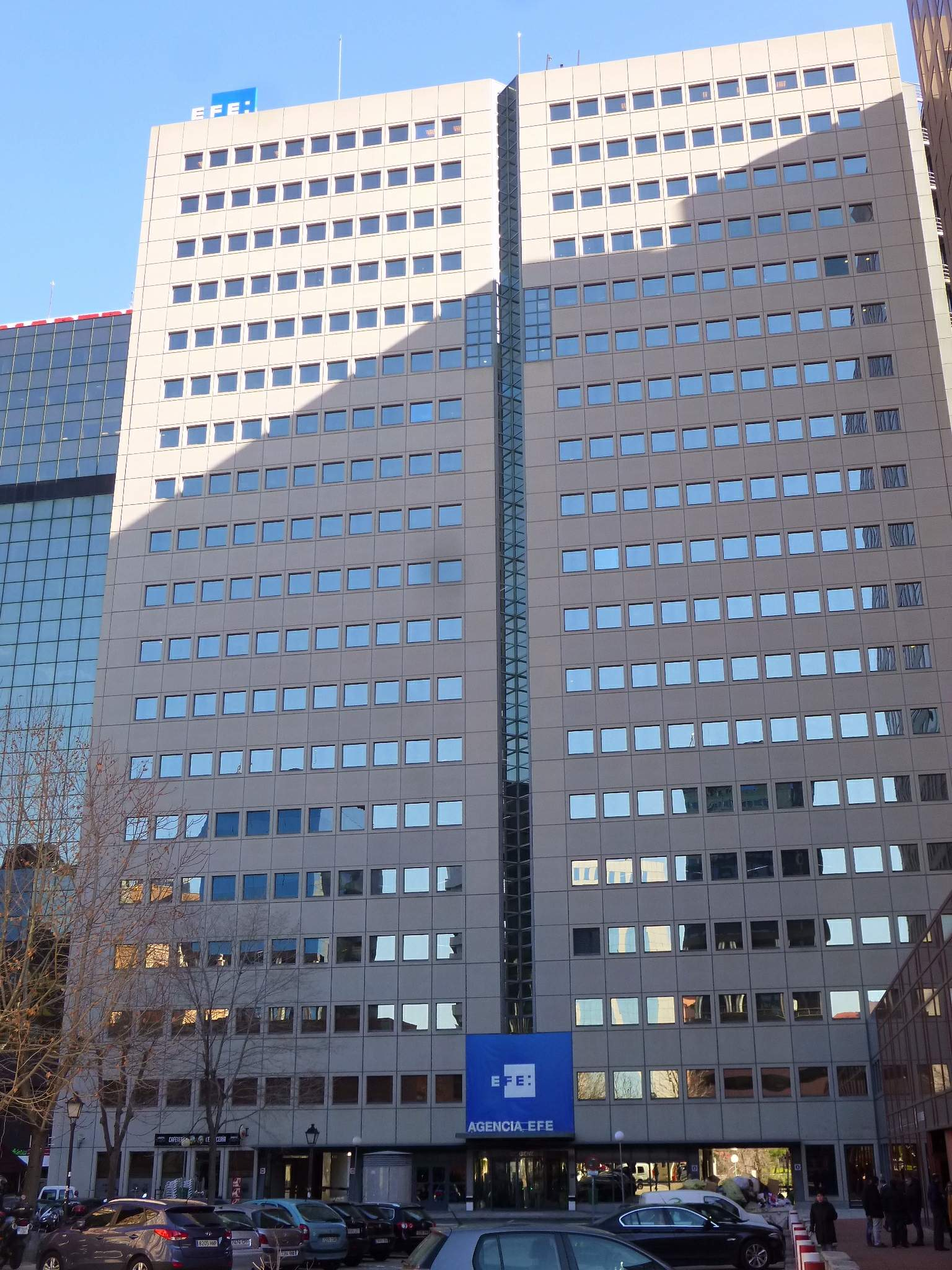
Centrale dell'agenzia in Madrid.

L'Agencia EFE è un'agenzia di stampa spagnola, la prima del Paese e la quarta nel mondo dopo Reuters, Associated Press e France Press. Appartiene al gruppo pubblico SEPI e dal 2012 è guidato da José Antonio Vera.
EFE è una società di informazioni multimediali, con più di tremila professionisti di 60 nazionalità diverse, che copre tutti i settori dell'informazione (giornali, radio, televisione e internet) e distribuisce 3 milioni di notizie l'anno, attraverso una rete di giornalisti in tutto il mondo, 24 ore al giorno, da più di 180 città in 110 paesi e quattro edizioni: Madrid e Bogotà in spagnolo, Cairo (arabo) e Rio de Janeiro (portoghese).
Con 2,5 milioni di foto dalla fine del XIX secolo ad oggi, la Fototeca della EFE è la più grande del mondo in lingua spagnola.

## Storia
Creata nel 1939, dopo la guerra civile in Spagna, come agenzia di stampa del governo nazionalista, dal leader della Falange spagnola Ramón Serrano Súñer, in quel momento ministro dell'interno, e dal giornalista Manuel Aznar Zubigaray con sede a Burgos, l'anno dopo trasferita a Madrid.  Vicente Gállego è il primo direttore. Con la sigla EFE, vengono firmate le notizie internazionali, CIFRA, quelle nazionale e ALFIL, quelle sportive, fino al 1977 quando verranno unificate in EFE.
La EFE fu strumentalizzata durante il Franchismo per seguire gli "interessi nazionali", nello stile della filosofia comunicativa del fascismo. Nel 1966 nasce il notiziario internazionale per l'America Latina, con sede a Buenos Aires. Nel 1977 nascono i premi EFE di giornalismo. Nel 1980 è creato il Dipartimento di "Español Urgente", per unificare criteri e norme ed evitare la dispersione linguistica e l'uso indiscriminato di neologismi in lingua spagnola. Nel 2001 cessa di appartenere al patrimonio dello Stato e passa sotto il controllo della "Società statale di partecipazioni industriali" (SEPI).
Ancor oggi è considerata su posizioni conservatrici.